# Ålsätra kraftstation
Ålsätra kraftstation är ett vattenkraftverk i Kolbäcksån. Det ligger i Hallstahammars kommun. Kraftverket byggdes 1986. Bredvid kraftstationen har Strömsholms kanal en sluss.